# Giovanni Lodetti
Giovanni Lodetti (Caselle Lurani, 10 de agosto de 1942 – 22 de setembro de 2023) foi um futebolista italiano que atuou como volante. Ele geralmente apoiava seus companheiros de equipe mais criativos defensivamente, destacando-se como meio-campista defensivo por sua resistência e sua habilidade para ler o jogo. Apesar de seu papel de apoio no meio-campo, ele também possuía boa técnica e criatividade. 

## Carreira

### Em clubes
Lodetti é lembrado principalmente pelo seu tempo como meio-campista defensivo no clube italiano Milan, com o qual conseguiu um grande sucesso nacional e internacional nos anos 60/70 ao lado de Gianni Rivera.
Ele venceu dois títulos da Serie A (o primeiro durante a sua temporada de estreia), uma Coppa Italia, duas Liga dos Campeões e uma Copa Intercontinental.
Depois, ele também jogou na Sampdoria, Foggia e Novara, antes de se aposentar em 1978.

### Na seleção
Giovanni Lodetti fez parte do elenco da Seleção Italiana de Futebol na Copa do Mundo de 1966. onde os italianos foram eliminados na primeira rodada. 
Ele também foi membro da seleção que ganhou a Campeonato Europeu de Futebol de 1968 em casa. Apesar de estar preparado para participar da Copa do Mundo de 1970, na qual a Itália chegou à final, ele foi cortado no último minuto devido a uma lesão, que levou o gerente Ferruccio Valcareggi a chamar Roberto Boninsegna e Pierino Prati em seu lugar.  
No total, ele representou sua equipe nacional dezessete vezes entre 1964 e 1968, marcando dois gols. 

## Morte
Lodetti morreu em 22 de setembro de 2023, aos 81 anos.

## Títulos
Milan 
- Serie A: 1961-62 , 1967-68
- Coppa Italia: 1966-67
- Liga dos Campeões: 1962-63 e 1968-69
- Copa Intercontinental: 1969

Seleção Italiana
- Eurocopa de 1968

Individual
- Hall da Fame do AC Milan [2]